# 贾艳敏
贾艳敏（1950年—），汉族，中华人民共和国政治人物，中国共产党党员，第十一届全国政协委员。
担任中国财贸轻纺烟草工会全国委员会主席、分党组书记。2008年，当选第十一届全国政协委员，代表中华全国总工会，分入第十八组。